# Định lý Hurewicz
Trong toán học, định lý Hurewicz là một kết quả cơ bản của tô pô đại số, liên hệ lý thuyết đồng luân với lý thuyết đồng điều qua đồng cấu Hurewicz. Định lý này do Witold Hurewicz đưa ra.